# Электротехнический завод имени Ханса Пегельмана
Электротехни́ческий заво́д и́мени Ха́нса Пе́гельмана (эст. Hans Pöögelmanni nimeline Elektrotehnika tehas) — первый в Эстонской ССР завод электронных компонентов и один из заводов Эстонии, входивших в систему ВПК СССР.

## История завода в годы советской власти
Завод был основан 1 августа 1958 года под названием «Таллинский Завод полупроводниковых сопротивлений» (эст. Tallinna Pooljuhttakistite Tehas) по инициативе Управления Машиностроения Совнархоза ЭССР в помещениях закрывшейся Таллинской Спичечной фабрики по адресу Таллин, Пярнуское шоссе 142. Созданию завода предшествовали исследовательские работы в области фоторезисторов и варисторов, осуществлённые в Таллинском политехническом институте под руководством Юри Варваса (Jüri Varvas).
1 декабря 1958 года была выпущена первая партия продукции — фоторезисторы (в то время — фотосопротивления). В 1959 году были изготовлены первые варисторы.
23 марта 1959 года предприятие переименовали в «Таллинский радиотехнический завод имени Ханса Пегельмана».
Когда в 1966 году началась централизация экономики СССР, Совнархозы были упразднены, завод вошёл в систему оборонно-промышленного комплекса СССР и стал подчиняться напрямую Министерству электронной промышленности СССР. При этом он получил номер A-1381. Так как публичное наименование секретного предприятия не должно было содержать название его месторасположения, с 1 сентября 1966 года завод получил название «Электротехнический завод имени Ханса Пегельмана» (сокращённо также «Электротехнический завод» или по аббревиатуре с эстонского языка — ЕТТ (Elektrotehnika Tehas)).
Завод был укомплектован молодыми инженерами, которые были направлены туда после окончания Таллинского политехнического института, Тартуского университета, Ленинградского электротехнического института и Таллинского Политехникума. Специалисты с трудовым стажем в основном  пришли с таллинского завода «Пунане РЭТ». В последующие годы рабочие кадры для завода стали готовить в заводском профтехучилище № 28.
На предприятии существовал отдел технического контроля Министерства обороны СССР, который не подчинялся заводу. Он имел идентификационный номер 1099 и был создан 28 августа 1961 года. Кроме военного руководства на заводе работали 3—4 младших офицера, которые занимались контролем производства военной продукции. Им помогал технический персонал — 4—5 гражданских лиц. Отчётность завода была настолько секретной, что даже единицы измерения продукции были зашифрованы.
Так как всё более растущее предприятие уже не помещалось в плитняковом здании  бывшей спичечной фабрики, в течение последующих десяти лет вокруг него выросло несколько новых производственных корпусов. В 1972 году открылась новая заводская столовая.
В 1967 году на предприятии было занято 2000 работников, в 1980 году — 3500.
В 1982 году был построен филиал завода в Силламяэ.

### Ошибка машинистки
Изначально в названии завода слово «радиотехнический» должно было быть заменено на слово «электронный». Однако из-за ошибки машинистки, подготовившей документы, в тексте появилось слово «электротехнический». Так как высокопоставленные чиновники ошибки не заметили и подписали бумаги о переименовании завода, с 1 сентября 1966 года завод стал «электротехническим» и носил это название вплоть до 1992 года.

## Продукция завода

### Фоторезисторы и варисторы
Первые фоторезисторы ФС-КО были изготовлены на заводе уже в декабре 1958 года, а варисторы НПС — в январе 1959 года. Фоторезисторы и варисторы выпускались вплоть до 1961 года.

### Теплочувствительные фотосопротивления 04-AH
В 1959 году завод получил заказ Министерства обороны СССР на производство теплочувствительных фотосопротивлений, получивших кодовое наименование 04-АН. Теплочувствительные фотосопротивления были самым секретным видом продукции завода, которые изготавливались только для военных нужд. Все остальные изделия имели как военное, так и гражданское назначение. Теплочувствительный фотоэлемент с соответствующей оптикой является основным устройством для направления ракет в источник тепла (например, в мотор летящего самолёта). В 1963 году завод посетил президент Академии Наук СССР М. В. Келдыш с целью ознакомления с производством 04-АН.
Контроль качества 04-АН был трёхступенчатым, окончательное изделие принималось военным представителем. Посторонние лица в рабочие помещения не допускались, туда не разрешалось заходить с портфелями или папками, всё лишнее сдавалось на хранение. В целях секретности были изменены даже названия использовавшихся в процессе производства химикатов, например, гидразин был заменён на известный фотопроявитель амидол.
С 1978 года сверхсекретное производство 04-АН было переведено из Эстонии в Россию.

### Транзисторы и тиристоры
В конце 1950-х годов на заводе началось производство транзисторов и тиристоров, годовой объём их производства составлял десятки миллионов штук, хотя потребность в них была ещё выше. Производство транзисторов было ликвидировано в 1994 году.

### Микросхемы
В 1980-х годах на заводе началось производство микросхем. Производство было закрыто в 1997 году.

### Высокочастотный диффузионный транзистор П-401
Производство первых в СССР высокочастотных диффузионных транзисторов П-401 началось под руководством Юло Вальтера (Ülo Valter) в 1960 году по технологии, присланной из Московского института номер А-3562.

### Товары народного потребления
Наряду с основным производством на Электротехническом заводе имени Пегельмана было налажено производство товаров народного потребления, в числе которых были:  
- заушные слуховые аппараты;
- зарядное устройство с преобразователем напряжения. Использовалось для зарядки бритвенных машинок, аккумуляторов;
- портативный электронный тахометр «Tahhovar». Использовался для определения частоты вращения коленчатого вала четырёхтактных, четырёхцилиндровых карбюраторных двигателей, снабжённых классической (батарейной) или электронной (тиристорной) системами зажигания, на автомобилях, у которых с корпусом соединён минусовый зажим аккумулятора;
- электрические изгороди. Использовались в сельском хозяйстве;
- сувенирный радиоприёмник «Тюленёнок». Было выпущено несколько тысяч штук специально к таллинской Олимпийской регате 1980 года.

#### Слуховые аппараты
Слуховые аппараты были самым важным товаром народного потребления, который выпускал завод в советский период. Первая партия заушных слуховых аппаратов была готова в сентябре 1979 года. Для массового производства слуховых аппаратов в 1982 году был построен цех завода в Силламяэ. Пик производства пришёлся на 1989 год, когда было выпущено 176 500 слуховых аппаратов.

## Внепроизводственная деятельность заводского персонала
В годы советской власти на заводе существовал смешанный хор «Хелитрон» («Helitron»). Каждый год проводились зимние лыжные соревнования в лесу Ярве, лыжные походы в Отепя, весенние выезды на природу в Вийтна,  походы Таллин — Вяэна и Таллин — Тугаманни, соревнования по ориентированию в Сымеру, весенние спартакиады на стадионе ТПИ, заводские соревнования по шахматам и волейболу.

## Директора завода
- 1977—1986 — Тайво Уфферт (Taivo Uffert)
- 1986—1991 — Игорь Шепелевич (Igor  Šepelevitš)

## Кинохроника
На киностудии «Таллинфильм» в 1963 году был снят документальный фильм «Reportaaž. H. Pöögelmanni nim Tallinna Raadiotehnika Tehases» / «Репортаж. На Радиотехническом заводе им. Х. Пегельмана», режиссёр Валерия Андерсон (Valeria Anderson).

## После восстановления независимости Эстонии
После отделения Эстонии от Советского Союза на остатках производственно-технической базы Электротехнического завода имени Ханса Пегельмана в 1992 году было создано государственное акционерное общество «Тонди Электрооника» (RAS "Tondi Elektroonika"). После приватизации в 1994 году предприятие стало акционерным обществом «Тонди Электрооника» (Tondi Elektroonika AS). Производило слуховые аппараты.
Военное представительство закончило свою деятельность на заводе в августе 1994 года, когда бывшие советские войска покинули территорию Эстонской республики.
В 1995 году объём производства составил 40 миллионов эстонских крон, 80 % продукции было реализовано в странах СНГ.
В 2000—2012 годах АО «Тонди Электрооника» производило от 30 000 до 40 000 слуховых аппаратов в год.
В 2012 году торговый оборот фирмы составил 3,1 млн евро, в том числе 1,6 млн евро — производство слуховых аппаратов и прочей электронной продукции. Предприятие занималось также продажей электроэнергии, производством и продажей теплоэнергии, сдачей помещений в аренду. В 2012 году 0,9 млн евро продукции ушло на экспорт датской фирме «Widex». Численность работников составила 113 человек. Производство в Силламяэ к этому времени было ликвидировано.
В 2017 году численность работников АО «Тонди Электрооника» составила 39 человек. Основной вид деятельности предприятия — сдача помещений в аренду. Производством слуховых аппаратов с 2012 года занимается эстонско-датское предприятие «Widex Eesti OÜ».

## Статистика
Численность работников завода им. Х. Пегельмана (1967, 1980 годы) и АО «Тонди Электрооника» (1994, 2000 годы):
| Год  | 1967 | 1980   | 1994   | 2000  |
| ---- | ---- | ------ | ------ | ----- |
| Чел. | 2000 | ↗ 3500 | ↘ 1150 | ↘ 167 |